# Röke
Röke is een plaats in de gemeente Hässleholm in Skåne de zuidelijkste provincie van Zweden. De plaats heeft 243 inwoners (2005) en een oppervlakte van 66 hectare.